# Александр Віллаплан
Александр Віллаплан (фр. Alexandre Villaplane; нар. 12 вересня 1905, Алжир, Французький Алжир — пом. 26 грудня 1944, Аркей, Франція) — французький футболіст, що грав на позиції півзахисника. Капітан збірної Франції на першому чемпіонаті світу.

## Життєпис
На аматорському рівні виступав за команди «Сет», «Нім-Олімпік» і «Расінг» (Париж). Столична команда вдало виступила у національному кубку 1929/30. На шляху до фіналу були здобуті перемоги над «Олімпіком» з Лілля, «Серкль Атлетіком» і «Ам'єном». Основний час вирішального матчу з «Сетом», але в додаткові тридцять хвилин двічі відзначився югославський форвард суперників Іван Бек і залишив парижан без трофею.
У складі національної команди дебютував 11 квітня 1926 року проти збірної Бельгії (перемога 4:3).
Через два роки поїхав на IX літні Олімпійські ігри в Амстердамі. Французи на турнірі провели одну гру — проти італійців (поразка 3:4). У наступні два роки був гравцем основного складу збірної та потрапив до заявки на світову першість в Уругваї. Партнери обрали його капітаном команди.
На турнір приїхали лише чотири європейських збірних: Бельгія, Румунія, Франція та Югославія. У стартовому матчі групи «А» французи здобули переконливу перемогу над збірною Мексики (4:1). На 19-й хвилині Люсьєн Лоран відкрив рахунок у грі, наприкінці першого тайму Марсель Ланжіє його подвоїв, а у другій половині Андре Машіно зробив «дубль». В наступних поєдинках французи зазнали мінімальних поразок від збірних Аргентини і Чилі. У підсумку третє місце, а переможці групи — аргентинці — дійшли до фіналу, де поступилися господарям змагання. Після чемпіонату світу до лав збірної більше не залучався.
У 1932 році була створена професіональна ліга. Александр Віллаплан провів перший чемпіонат у складі «Антіба». Команда посіла перше місце у своїй групі, але через договірні матчі, була позбавлена права участі у фіналі чемпіонату проти «Олімпіка» з Лілля.
1933 року уклав контракт з клубом-дебютантом елітної ліги з Ніцци. Завершив професійну ігрову кар'єру у клубі другого дивізіону «Іспано-Бастідієнне», за який виступав у сезоні 1934/35.
У роки Другої світової війни співпрацював з окупаційною владою. Служив у Північноафриканській бригаді, яка боролася з антифашиськими організаціями. Після звільнення країни був заарештований. Його звинуватили у вбивстві п'ятидесяти двох членів Опору та інших злочинах. За вироком суду — розстріляний 26 грудня 1944 року у місті Аркей.

## Статистика
Чемпіонат світу 1930 року:
| група «А» 13 липня 1930 |

| Франція                        | 4 — 1 | Мексика       |
| ------------------------------ | ----- | ------------- |
| Лоран 19', 40' Машіно 43', 87' | Звіт  | Карреньйо 70' |

| «Естадіо Посітос» (Монтевідео) Глядачів: 4 444 |

Франція: Алексіс Тепо, Марсель Ланжіє, Александр Віллаплан (), Ернест Лібераті, Андре Машіно, Етьєн Маттле, Марсель Пінель, Люсьєн Лоран, Марсель Капелль, Огюстен Шантрель, Едмон Дельфур. Тренер — Рауль Кодрон.
Мексика: Оскар Бонфільйо, Хуан Карреньйо, Рафаель Гутьєррес (), Хосе Руїс, Альфредо Санчес, Луїс Перес, Іларіо Лопес, Діонісіо Мехія, Феліпе Росас, Мануель Росас, Ефраїн Амескуа. Тренер — Хуан Луке.
| група «А» 15 липня 1930 |

| Аргентина | 1 — 0 | Франція |
| --------- | ----- | ------- |
| Монті 81' | Звіт  |         |

| «Естадіо Парк Сентрал» (Монтевідео) Глядачів: 23 409 |

Аргентина: Анхель Боссіо, Франсіско Варальйо, Хосе Делья Торре, Луїс Монті, Хуан Еварісто, Маріо Еварісто, Мануель Феррейра (), Роберто Черро, Рамон Муттіс, Наталіо Перінетті, Педро Суарес. Тренер — Франсіско Оласар.
Франція: Алексіс Тепо, Ернест Лібераті, Андре Машіно, Етьєн Маттле, Марсель Пінель, Марсель Ланжіє, Александр Віллаплан (), Люсьєн Лоран, Марсель Капелль, Огюстен Шантрель, Едмон Дельфур. Тренер — Рауль Кодрон.
| група «А» 19 липня 1930 |

| Чилі         | 1 — 0 | Франція |
| ------------ | ----- | ------- |
| Субіабре 65' | Звіт  |         |

| «Естадіо Сентенаріо» (Монтевідео) Глядачів: 2 000 |

Чилі: Роберто Кортес, Томас Охеда, Карлос Відаль, Еберардо Вільялобос, Гільєрмо Ріверос, Гільєрмо Сааведра, Карлос Шнебергер, Гільєрмо Субіабре, Артуро Торрес, Касіміро Торрес, Ернесто Чапарро. Тренер — Дьордь Орт.
Франція: Алексіс Тепо, Еміль Венант, Ернест Лібераті, Етьєн Маттле, Марсель Пінель, Марсель Капелль, Огюстен Шантрель, Едмон Дельфур, Селестен Дельмер, Марсель Ланжіє, Александр Віллаплан (). Тренер — Рауль Кодрон.